# Dorothée Jemma
Dorothée Jemma (13 de junho de 1956) é uma atriz e dubladora francesa. Ela faz a voz em francês de Jennifer Aniston, Melanie Griffith e Sheryl Lee.